# Metacrangonyx longipes
Metacrangonyx longipes is een vlokreeftensoort uit de familie van de Metacrangonyctidae. De wetenschappelijke naam van de soort is voor het eerst geldig gepubliceerd in 1909 door Chevreux.